# Sergi Bruguera i Torner
Sergi Bruguera i Torner (Barcelona, 16 de gener de 1971) és un extennista professional català. Va destacar fonamentalment sobre superfícies lentes com demostra el fet de guanyar dos Roland Garros consecutius (1993 i 1994). Posteriorment va aconseguir la medalla d'argent als Jocs Olímpics d'Atlanta 1996, perdent la final davant Andre Agassi. El 1997 va ser sorprès per l'aleshores desconegut Gustavo Kuerten a la final de Roland Garros. Va ser el primer d'una reeixida generació de tenistes pertanyents a l'àmbit lingüístic català sobre superfícies lentes, protagonitzada també per: Carles Moyà, Albert Costa, Juan Carlos Ferrero i Rafael Nadal.

## Torneigs de Grand Slam

### Individual
| Resultat  | Núm. | Any  | Torneig           | Oponent             | Marcador                |
| --------- | ---- | ---- | ----------------- | ------------------- | ----------------------- |
| Guanyador | 1.   | 1993 | Roland Garros     | Jim Courier         | 6−4, 2−6, 6−2, 3−6, 6−3 |
| Guanyador | 2.   | 1994 | Roland Garros (2) | Alberto Berasategui | 6−3, 7−5, 2−6, 6−1      |
| Finalista | 1.   | 1997 | Roland Garros     | Gustavo Kuerten     | 3−6, 4−6, 2−6           |

## Jocs Olímpics

### Individual
| Any  | Campionat                            | Oponent      | Resultat      |
| ---- | ------------------------------------ | ------------ | ------------- |
| 1996 | Jocs Olímpics, Atlanta, Estats Units | Andre Agassi | 6−2, 6−3, 6−1 |

## Palmarès

### Individual: 35 (14−21)
| Llegenda (pre/post 2009)                                 |
| -------------------------------------------------------- |
| Grand Slams (2−1)                                        |
| Jocs Olímpics Argent (1)                                 |
| Tennis Masters Cup / ATP Finals (0−0)                    |
| ATP Masters Series / ATP World Tour Masters 1000 (2−3)   |
| ATP International Series Gold / ATP World Tour 500 (0−4) |
| ATP International Series / ATP World Tour 250 (10−12)    |

| Títols per superfície |
| --------------------- |
| Dura (1−4)            |
| Gespa (0−0)           |
| Terra batuda (13−15)  |
| Moqueta (0−2)         |

| Resultat  | Núm. | Data                   | Torneig                              | Superfície   | Oponent                | Marcador                 |
| --------- | ---- | ---------------------- | ------------------------------------ | ------------ | ---------------------- | ------------------------ |
| Finalista | 1.   | 9 de juliol de 1990    | Gstaad, Suïssa                       | Terra batuda | Martín Jaite           | 3−6, 7−6(5), 2−6, 2−6    |
| Finalista | 2.   | 10 de setembre de 1990 | Ginebra, Suïssa                      | Terra batuda | Horst Skoff            | 6−7(8), 6−7(4)           |
| Guanyador | 1.   | 1 d'abril de 1991      | Estoril, Portugal                    | Terra batuda | Karel Nováček          | 7−6(7), 6−1              |
| Finalista | 3.   | 8 d'abril de 1991      | Barcelona, Espanya                   | Terra batuda | Emilio Sánchez Vicario | 4−6, 6−7(7), 2−6         |
| Guanyador | 2.   | 22 d'abril de 1991     | Montecarlo, Mònaco                   | Terra batuda | Boris Becker           | 5−7, 6−4, 7−6(6), 7−6(4) |
| Finalista | 4.   | 8 de juliol de 1991    | Gstaad (2)                           | Terra batuda | Emilio Sánchez Vicario | 1−6, 4−6, 4−6            |
| Guanyador | 3.   | 30 de setembre de 1991 | Atenes, Grècia                       | Terra batuda | Jordi Arrese           | 7−5, 6−3                 |
| Finalista | 5.   | 5 d'abril de 1992      | Estoril                              | Terra batuda | Carles Costa           | 6−4, 2−6, 2−6            |
| Guanyador | 4.   | 27 d'abril de 1992     | Madrid, Espanya                      | Terra batuda | Carles Costa           | 7−6(6), 6−2, 6−2         |
| Guanyador | 5.   | 6 de juliol de 1992    | Gstaad                               | Terra batuda | Francisco Clavet       | 6−1, 6−4                 |
| Finalista | 6.   | 14 de setembre de 1992 | Bordeus, França                      | Dura         | Andrí Medvèdev         | 3−6, 6−1, 2−6            |
| Guanyador | 6.   | 28 de setembre de 1992 | Palerm, Itàlia                       | Terra batuda | Emilio Sánchez Vicario | 6−1, 6−3                 |
| Finalista | 7.   | 5 d'octubre de 1992    | Atenes                               | Terra batuda | Jordi Arrese           | 5−7, 0−3, retirada       |
| Finalista | 8.   | 8 de febrer de 1993    | Milà, Itàlia                         | Moqueta (i)  | Boris Becker           | 3−6, 3−6                 |
| Finalista | 9.   | 5 d'abril de 1993      | Barcelona (2)                        | Terra batuda | Andrí Medvèdev         | 7−6(7), 3−6, 5−7, 4−6    |
| Guanyador | 7.   | 19 d'abril de 1993     | Montecarlo (2)                       | Terra batuda | Cédric Pioline         | 7−6(2), 6−0              |
| Finalista | 10.  | 26 d'abril de 1993     | Madrid                               | Terra batuda | Stefan Edberg          | 3−6, 3−6, 2−6            |
| Guanyador | 8.   | 24 de maig de 1993     | Roland Garros, França                | Terra batuda | Jim Courier            | 6−4, 2−6, 6−2, 3−6, 6−3  |
| Guanyador | 9.   | 5 de juliol de 1993    | Gstaad (2)                           | Terra batuda | Karel Nováček          | 6−3, 6−4                 |
| Guanyador | 10.  | 2 d'agost de 1993      | Praga, República Txeca               | Terra batuda | Andrei Chesnokov       | 7−5, 6−4                 |
| Guanyador | 11.  | 13 de setembre de 1993 | Bordeus                              | Dura         | Diego Nargiso          | 7−5, 6−2                 |
| Finalista | 11.  | 27 de setembre de 1993 | Palerm                               | Terra batuda | Thomas Muster          | 6−7(2), 5−7              |
| Finalista | 12.  | 6 de febrer de 1994    | Dubai, Emirats Àrabs Units           | Dura         | Magnus Gustafsson      | 4−6, 2−6                 |
| Finalista | 13.  | 18 d'abril de 1994     | Montecarlo                           | Terra batuda | Andrí Medvèdev         | 5−7, 1−6, 3−6            |
| Finalista | 14.  | 25 d'abril de 1994     | Madrid (2)                           | Terra batuda | Thomas Muster          | 2−6, 6−3, 4−6, 5−7       |
| Guanyador | 12.  | 23 de maig de 1994     | Roland Garros (2)                    | Terra batuda | Alberto Berasategui    | 6−3, 7−5, 2−6, 6−1       |
| Guanyador | 13.  | 4 de juliol de 1994    | Gstaad (3)                           | Terra batuda | Guy Forget             | 3−6, 7−5, 6−2, 6−1       |
| Guanyador | 14.  | 1 d'agost de 1994      | Praga (2)                            | Terra batuda | Andrí Medvèdev         | 6−3, 6−4                 |
| Finalista | 15.  | 15 de maig de 1995     | Roma, Itàlia                         | Terra batuda | Thomas Muster          | 6−3, 6−7(5), 2−6, 3−6    |
| Finalista | 16.  | 23 de juliol de 1996   | Jocs Olímpics, Atlanta, Estats Units | Dura         | Andre Agassi           | 2−6, 3−6, 1−6            |
| Finalista | 17.  | 24 de febrer de 1997   | Milà (2)                             | Moqueta (i)  | Goran Ivanišević       | 2−6, 2−6                 |
| Finalista | 18.  | 20 de març de 1997     | Miami, Estats Units                  | Dura         | Thomas Muster          | 6−7(6), 3−6, 1−6         |
| Finalista | 19.  | 26 de maig de 1997     | Roland Garros                        | Terra batuda | Gustavo Kuerten        | 3−6, 4−6, 2−6            |
| Finalista | 20.  | 21 de juliol de 1997   | Umag, Croàcia                        | Terra batuda | Félix Mantilla         | 3−6, 5−7                 |
| Finalista | 21.  | 24 de juliol de 2000   | San Marino, San Marino               | Terra batuda | Álex Calatrava         | 6−7(7), 6−1, 4−6         |

### Dobles masculins: 3 (3−0)
| Llegenda (pre/post 2009)                                 |
| -------------------------------------------------------- |
| Grand Slams (0−0)                                        |
| Tennis Masters Cup / ATP Finals (0−0)                    |
| ATP Masters Series / ATP World Tour Masters 1000 (1−0)   |
| ATP International Series Gold / ATP World Tour 500 (0−0) |
| ATP International Series / ATP World Tour 250 (2−0)      |

| Títols per superfície |
| --------------------- |
| Dura (0−0)            |
| Gespa (0−0)           |
| Terra batuda (3−0)    |

| Resultat  | Núm. | Data               | Torneig           | Superfície   | Parella            | Oponents                    | Marcador      |
| --------- | ---- | ------------------ | ----------------- | ------------ | ------------------ | --------------------------- | ------------- |
| Guanyador | 1.   | 13 de maig de 1990 | Hamburg, Alemanya | Terra batuda | Jim Courier        | Udo Riglewski Michael Stich | 7−6, 6−2      |
| Guanyador | 2.   | 17 de juny de 1990 | Florència, Itàlia | Terra batuda | Horacio de la Peña | Luiz Mattar Diego Pérez     | 3−6, 6−3, 6−4 |
| Guanyador | 3.   | 3 de març de 1991  | Ginebra, Suïssa   | Terra batuda | Marc Rosset        | Per Henricsson Ola Jonsson  | 3−6, 6−3, 6−2 |

## Trajectòria

### Individual
| Torneig | 1988 | 1989        | 1990        | 1991        | 1992  | 1993        | 1994        | 1995        | 1996  | 1997        | 1998        | 1999        | 2000  | 2001  | 2002 | Títols    | V−D       |
| --- | ---- | ----------- | ----------- | ----------- | ----- | ----------- | ----------- | ----------- | ----- | ----------- | ----------- | ----------- | ----- | ----- | ---- | --------- | --------- |
| Open d'Austràlia | A    | A           | 2R          | 1R          | A     | 4R          | A           | A           | A     | 3R          | 1R          | A           | A     | 1R    | A    | 0 / 6     | 6−6       |
| Roland Garros | A    | 4R          | 2R          | 2R          | 1R    | G           | G           | SF          | 2R    | F           | 1R          | A           | 1R    | 2R    | A    | 2 / 12    | 32 − 10   |
| Wimbledon | A    | 1R          | 2R          | A           | A     | A           | 4R          | A           | A     | A           | A           | A           | A     | 1R    | A    | 0 / 4     | 4 − 4     |
| US Open | A    | 1R          | 2R          | 2R          | 2R    | 1R          | 4R          | 2R          | 3R    | 4R          | 2R          | A           | A     | 1R    | A    | 0 / 11    | 13 − 11   |
| Jocs Olímpics | A    | No celebrat | No celebrat | No celebrat | 2R    | No celebrat | No celebrat | No celebrat | 2n    | No celebrat | No celebrat | No celebrat | A     | NC    | NC   | 0 / 2     | 6 − 2     |
| ATP Tour World Championships                                                                                        | A    | A           | A           | A           | A     | RR          | SF          | A           | A     | RR          | A           | A           | A     | A     | A    | 0 / 3     | 2 − 6     |
| Total Victòries−Derrotes                                                                                            | 0−1  | 23−13       | 36−28       | 51−22       | 46−22 | 65−25       | 66−25       | 40−19       | 26−21 | 49−28       | 12−27       | 0−1         | 17−15 | 15−21 | 1−3  | 447 − 271 | 447 − 271 |
| Rànquing a final d'any                                                                                              | 333  | 26          | 28          | 11          | 16    | 4           | 4           | 13          | 82    | 8           | 132         | 378         | 85    | 108   | 290  |           |           |
| Llegenda: G: Guanyador F: Finalista SF: Semifinalista QF: Quarts de final Q: Qualificació A: Absent RR: Round Robin |      |             |             |             |       |             |             |             |       |             |             |             |       |       |      |           |           |